# ウスアオオーストラリアムシクイ
ウスアオオーストラリアムシクイ （学名：Malurus elegans）は、スズメ目オーストラリアムシクイ科オーストラリアムシクイ属に分類される鳥類。

## 分布
西オーストラリア州南西部の下層植生の良く発達した、湿ったカリー（karri）と呼ばれるユーカリの一種（Eucalyptus diversicolor）の森に生息する。

## 形態
全長14〜16cm。
繁殖期のオスは頭部および耳羽は光沢のある空色。胸は群青色で、腹部との境に黒い帯がある。また頭部と背面の境も黒色の帯がある。腹部は白色、尾羽は青色、肩羽が栗色で、翼は褐色。くちばしは黒色。非繁殖期のオスおよび繁殖に参加しないオスはメスに似るがくちばしは黒色。
メスは背面、尾羽、頭部は褐色で、尾羽には少し青みがかる。腹面はオフホワイトである。アイリングからくちばしにかけて濃い栗色で、くちばしは黒色。
雌雄ともに脚は黄土色。

## 生態
生態は他のオーストラリアムシクイ類に似る。ルリオーストラリアムシクイの生態も参照のこと。
食性は昆虫食の強い雑食性で、小さな昆虫の他に、小さな種子や果実なども採食する。
家族を基本とする数羽の群れで行動し、繁殖、子育てなども群れで協力して行う。

## 類似種
ムナグロオーストラリアムシクイ、ケープヨークオーストラリアムシクイ、アオムネオーストラリアムシクイに酷似する。
- ムナグロオーストラリアムシクイ（Malurus lamberti）：オーストラリア大陸に幅広く分布し、ウスアオオーストラリアムシクイの分布域北部で、分布域が重なる。ムナグロオーストラリアムシクイの繁殖期のオスは頭部がより濃い青であること、胸部が黒色であること、メスは尾羽が青みが少ないことで識別できる。また、ムナグロオーストラリアムシクイの方が一回り小さい。
- ケープヨークオーストラリアムシクイ（Malurus amabilis）：ヨーク岬半島の海岸に近い地域に分布し、分布域は全く重ならない。ケープヨークオーストラリアムシクイは尾羽の先に雌雄ともに白い斑が入ること、メスはM. l. lamberti とは違い背面、頭部、尾羽が青いことで識別できる。
- アオムネオーストラリアムシクイ（Malurus pulcherrimus）：西オーストラリア州南部および、南オーストラリア州南部に生息する。アオムネオーストラリアムシクイは繁殖期のオスは喉が青色から濃紺色であることと頭部がより濃いこと、メスは尾羽はよりくすみが少ない青色であることで識別できる。

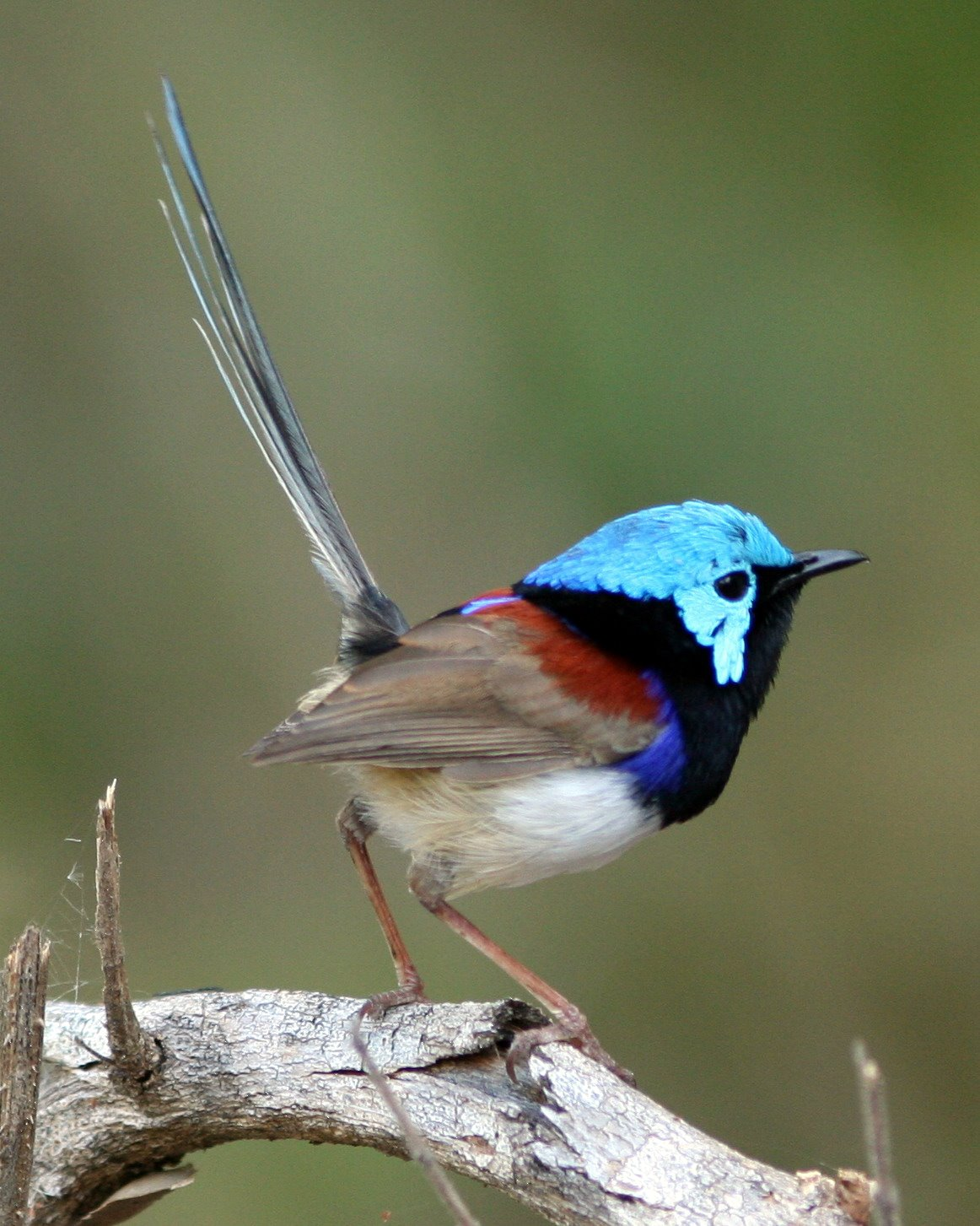
ムナグロオーストラリアムシクイのオス
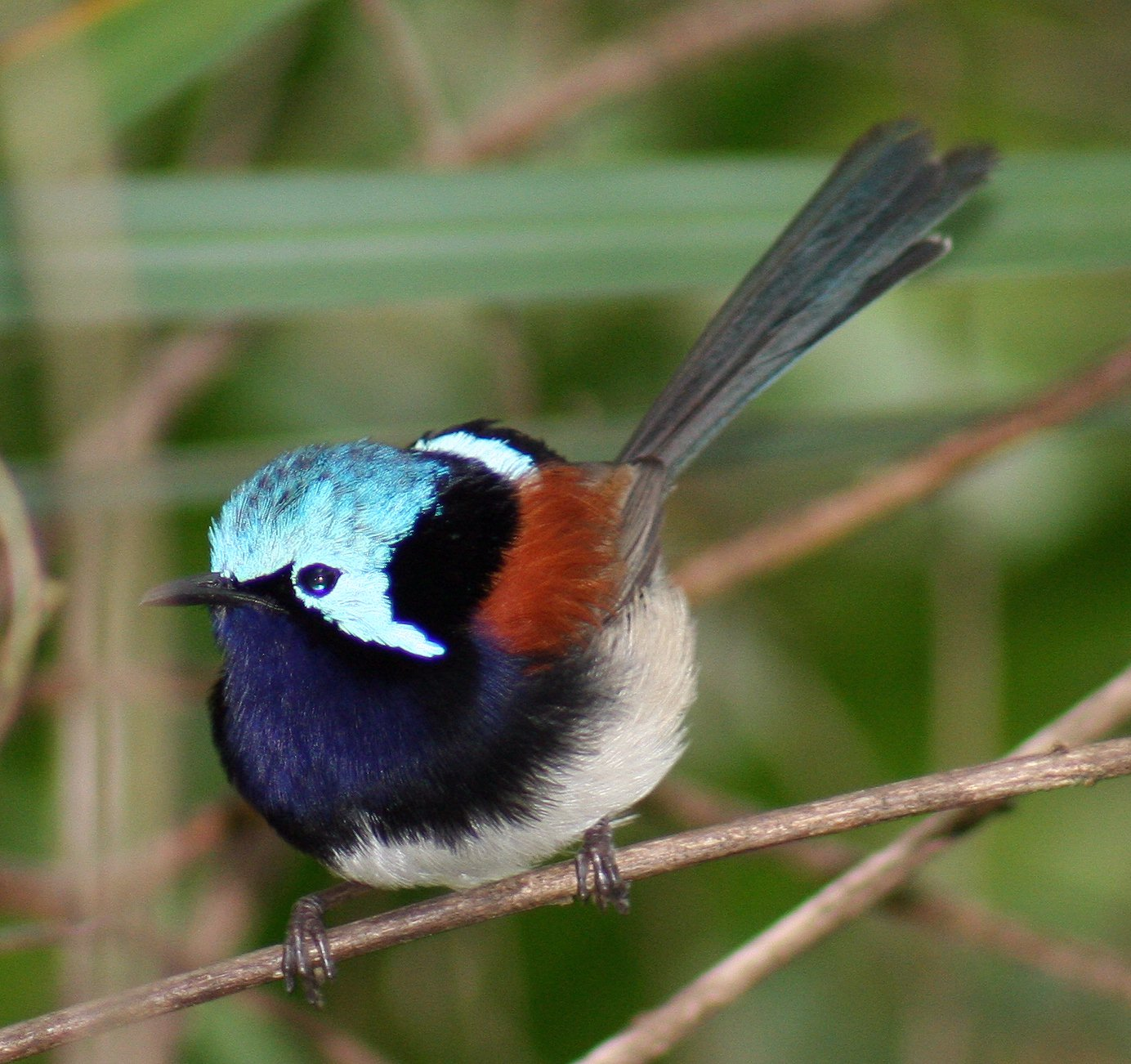
ウスアオオーストラリアムシクイのオス
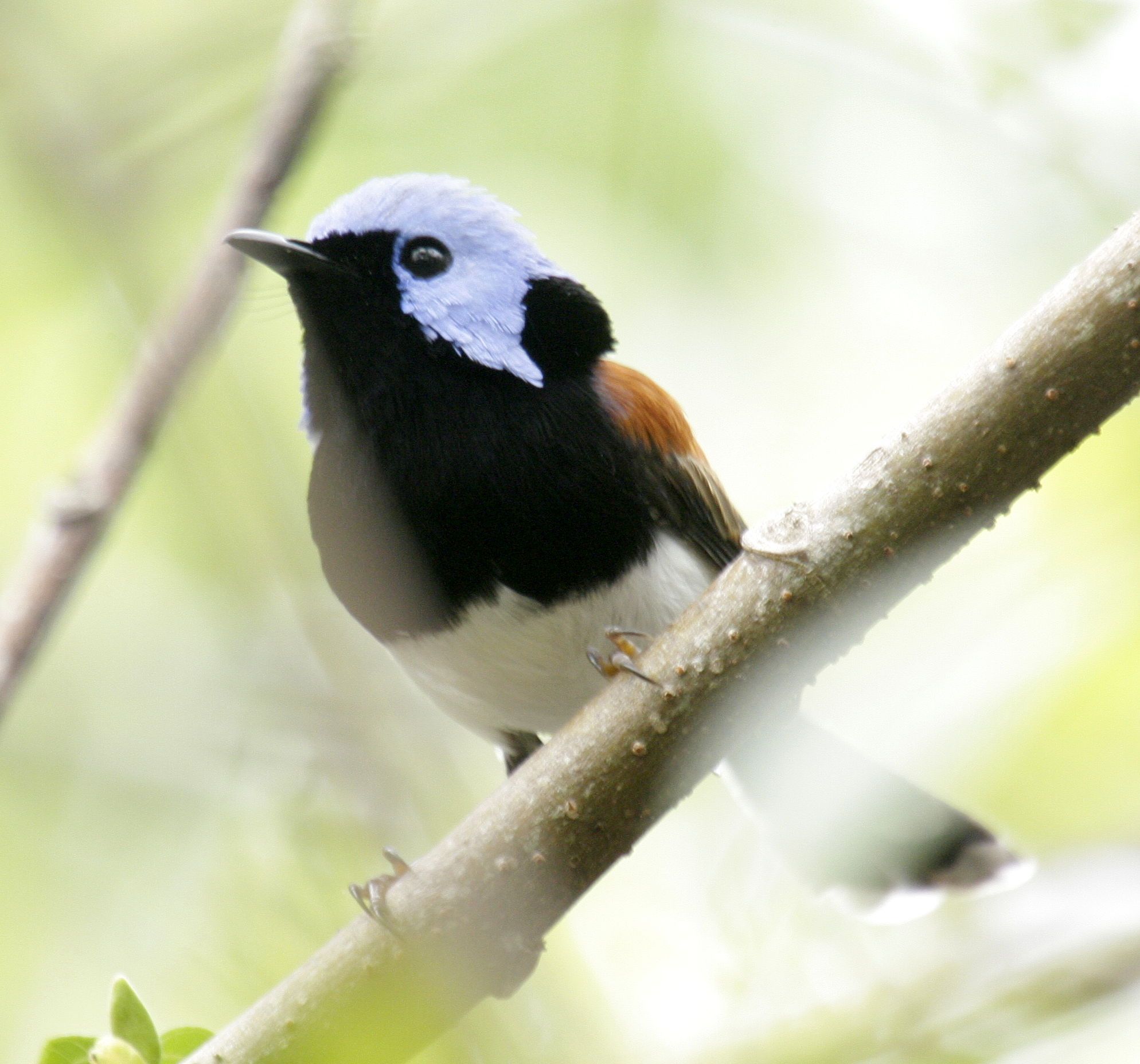
ケープヨークオーストラリアムシクイのオス

## 絶滅危惧評価
- LEAST CONCERN (IUCN Red List Ver. 3.1 (2001))
[1]

## 参照・注釈
1. ↑  Malurus elegans  (Species Factsheet by BirdLife International)

- Egerton, L. ed. 2005. Encyclopedia of Australian wildlife. Reader's Digest ISBN 9780864491183
- Michael Morcombe,Field Guide to Australian Birds, Steve Panish Publishing, 2004, ISBN 9781740215596